# سلول‌های بهاری
سلول‌های بهاری کتابی است در ژانر زندگی‌نامه به قلم بهنام باقری که به روایت زندگی حسین بهاروند، دانشمند سلول‌های بنیادی اهل ایران می‌پردازد. این کتاب نخستین بار در سال ۱۳۹۹ توسط انتشارات راه‌یار چاپ شد. باقری در طول مصاحبه‌هایی که با بهاروند انجام داده، خاطرات او را در قالب یک کتاب گردآوری کرده است.

## محتویات کتاب
سلول‌های بهاری علاوه بر اینکه روایتگر زندگی‌نامه یکی از دانشمندان ایرانی است، به روایت تاریخچهٔ سلول‌های بنیادی در ایران می‌پردازد. سه بخش این کتاب بدین شرح است: بخشی به زندگی شخصی و ازدواج دکتر بهاروند پرداخته، بخشی به چالش‌های دوران تحصیل و تلاش‌های او و بخشی به فعالیت‌های کاری و پژوهشی او در مؤسسه رویان مربوط می‌شود که همان بخش علمی کتاب است و کاملاً روان و قابل فهم برای همه، روند تحقیق و تولید سلول‌های بنیادی را شرح می‌دهد.
بهاروند با چالش‌های زیادی روبرو شد. به نقل از خودش، بعد از اینکه به تولید سلول‌های بنیادی دست یافت، با جمله‌هایی همچون «این دروغه؛ شما اصلاً همچین کاری نکردید!»، «این سلول‌ها رو از خارج آوردید؛ خودتون تولیدشون نکردید!» یا «اصلاً این دانش اهمیتی نداره که این‌قدر بزرگ جلوه داده می‌شه!» مواجه شد.
اما در کتاب همیشه از همسرش، پروانه فرزانه به عنوان یک حامی و امیددهنده یاد کرده و در فصل آخر کتاب هم یک دلنوشته به او نوشته. فرزانه نیز همچون شوهرش در حوزه زیست‌شناسی قعالیت می‌کرد. بهاروند همواره قدردان حضور و یاری همیشگی‌اش بود و این کتاب را در شیراز، در سالروز بزرگداشت همسرش، رونمایی کرد.

## دیگر رسانه‌ها
مجموعهٔ تلویزیونی ذهن زیبا از این کتاب اقتباس شده است.

## جوایز
از این کتاب به عنوان یکی از برگزیدگان جایزه کتاب «جلال آل احمد» تقدیر شد.